# Onosma macrorhizum
Onosma macrorhizum är en strävbladig växtart som beskrevs av Popow. Onosma macrorhizum ingår i släktet Onosma och familjen strävbladiga växter. Inga underarter finns listade i Catalogue of Life.